# Strobe Lights
Strobe Lights è un singolo del cantautore belga Red Sebastian, pubblicato il 25 gennaio 2025.

## Descrizione
Strobe Lights è stata scritta e composta dall'artista stesso insieme ad Astrid Roelants, Billie Bentein e Willem Vanderstichele, quest'ultimo responsabile anche della produzione. Durante un'intervista con la testata online L'Eurovision Au Quotidien, Red Sebastian ha cosi descritto il brano:

## Promozione
Il 14 novembre 2024 è stato reso noto che Red Sebastian avrebbe preso parte a Eurosong, il programma di selezione del rappresentante belga all'Eurovision Song Contest 2025. Il suo inedito, Strobe Lights, è stato presentato il 25 gennaio 2025 durante il programma Songclub Show.
Il 1º febbraio 2025 si è esibito a Eurosong, dove è stato decretato vincitore della competizione grazie al voto combinato delle giuria e del pubblico, diventando di diritto il rappresentante belga all'Eurovision Song Contest 2025 sul palco di Basilea, in Svizzera.

## Video musicale
Il video musicale del brano è uscito l'11 marzo 2025 sul canale YouTube dell'Eurovision Song Contest.

## Tracce
Testi e musiche di Seppe Herreman, Astrid "Ameerah" Roelants, Billie Bentein e Willem Vanderstichele.
1. Strobe Lights – 2:58

## Formazione
- Red Sebastian – voce
- Willem Vanderstichele – produzione, missaggio

## Classifiche
| Classifica (2025) | Posizione massima |
| ----------------- | ----------------- |
| Belgio (Fiandre)  | 5                 |
| Lituania          | 88                |